# Ellie Cornell
Ellie Cornell (15 de diciembre de 1963, Glen Cove, Long Island, New York, USA) es una actriz, productora y directora estadounidense. Principalmente conocida por sus papeles de Rachel Carruthers en Halloween y Jordan Casper en House of the Dead.

## Carrera
Ellie Cornell comenzó su carrera como actriz durante la década de 1980. En 1988 protagonizó junto a Donald Pleasence y Danielle Harris la película Halloween 4: el regreso de Michael Myers. En 1989 actuó en la película  Halloween 5 junto a Donald Pleasence, Danielle Harris y Wendy Kaplan. En 1998 actuó en la película Free Enterprise. En 2003 actuó en la película House of the Dead. En 2005 actuó en la película All Souls Day: Día de los muertos junto a Jeffrey Combs, y ese mismo año actuó en la película House of the Dead 2. Posteriormente participó en las películas Reconciliation y Caught on Tape.

## Vida personal
En 1990 se casó con el productor y actor Mark Gottwald con el cual tiene dos hijos.

## Filmografía

### Películas como actriz
- Caught on Tape (2009) .... Wagner
- Reconciliation (2009) .... Ellie
- Dead & Deader (2006) .... Dr. Adams
- Room 6 (2006) .... Sarah
- The Thirst (2006) .... Enfermera Linda
- Dead Calling (2006) .... Tina Prescott
- The Darkroom (2006) .... Dr. Allen
- House of the Dead 2 (2005) .... Jordan Casper
- All Souls Day: Día de los Muertos (2005) .... Sarah White
- House of the Dead (2003) .... Casper
- The Specials (2000) .... Linda
- Free Enterprise (1998) .... Suzanne Crawford
- Chips, the War Dog (1990) .... Kathy Lloyd
- Halloween 5 (1989) .... Rachel Carruthers
- Halloween 4: el regreso de Michael Myers (1988) .... Rachel Carruthers
- Married to the Mob (1988) .... The Pushy Reporter

### Series de televisión
- Gabriel's Fire .... Estudiante (1 episodio: The descent, 1990)
- ABC Afterschool Specials .... Patty Adams (1 episodio: Just Tipsy, Honey, 1989)
- thirtysomething .... Andrea (1 episodio: Tenure, 1988)

### Películas como productora
- The Specials (2000)
- Where No Fan Has Gone Before: The Making of 'Free Enterprise' (1999)
- Free Enterprise (1998)

### Películas como directora
- Prank (2008)

- Datos: Q449520